# Xiphidiopsis spinicauda
Xiphidiopsis spinicauda är en insektsart som beskrevs av Sänger och Brigitte Helfert 1998. Xiphidiopsis spinicauda ingår i släktet Xiphidiopsis och familjen vårtbitare. Inga underarter finns listade i Catalogue of Life.